# Juan Alemán
Juan Alemán es un escultor español del siglo XVI.
Alemán participó junto a Hanequin de Bruselas, Egas Cueman y Juan Guas en la «Puerta de los Leones» y en la "Puerta del reloj" de la Catedral de Toledo.
Trabajó también en el Monasterio de Santa Cruz de Coímbra, Portugal, entre 1518 y 1522, en la ejecución de la monumental sillería del coro (cadeiral).
- Datos: Q99193919